# Play the Blues
Play the Blues — студійний альбом американських блюзових музикантів Бадді Гая і Джуніора Веллса, випущений у 1972 році лейблом Atco.

## Опис
Попри можливість складності створення альбому (Ерік Клептон, Ахмет Ертегюн і Том Дауд спродюсували лише вісім композицій із сесії 1970 року, що відбулись у в Criteria Studios, Маямі; через два роки був доданий до запису гурт Дж. Гейлза у квітні 1972 року; у підсумку чого реліз LP був відкладений на 1972), результат виявився непоганим. Бадді Гай особливо добре грає на «T-Bone Shuffle»; Джуніор Веллс виділяється на рімейку «My Baby She Left Me» Сонні Бой Вільямсона; Гай виконує «A Man of Many Words» в манері Отіса Реддінга, що написана в дусі південного соулу.

## Список композицій
1. «A Man of Many Words» (Бадді Гай) — 4:00
2. «My Baby She Left Me (She Left Me a Mule to Ride)» (Сонні Бой Вільямсон) — 3:07
3. «Come on in This House»/«Have Mercy Baby» (Джуніор Веллс) — 4:19
4. «T-Bone Shuffle» (Аарон «Ті-Боун» Вокер) — 4:16
5. «A Poor Man's Plea» (Джуніор Веллс) — 4:11
6. «Messin' with the Kid» (Мел Лондон) — 2:11
7. «This Old Fool» (Бадді Гай) — 4:43
8. «I Don't Know» (Віллі Мейбон) — 4:26
9. «Bad Bad Whiskey» (Томас Девіс) — 4:12
10. «Honeydripper» (Джо Ліггінс) — 3:29

## Учасники запису
- Бадді Гай — електрична гітара (соло-гітара, ритм-гітара)
- Джуніор Веллс — губна гармоніка (1—6, 8, 9), вокал
- Ерік Клептон — ритм-гітара, слайд-гітара [ботлнек]
- Дж. Гейлс — ритм-гітара
- Меджик Дік — губна гармоніка (7, 10)
- Доктор Джон (1), Сет Джастмен (7, 10) — фортепіано
- Майкл Атлі — орган, фортепіано
- А. К. Рід — тенор-саксофон
- Карл Дін Редл (1), Денні Кляйн (7, 10), Лерой Стюарт — бас-гітара
- Джим Гордон (1), Рузвельт Шоу, Стівен Бледд — ударні
- Джук-Джойнт Джиммі — акомпанемент [притупування ногою]

Технічний персонал
- Ахмет Ертегюн (1—6, 8, 9), Ерік Клептон (1—6, 8, 9), Майкл Кускуна (7, 10), Том Дауд (1—6, 8, 9) — продюсери
- Рішар Улепп (7, 10), Рон Альберт — інженер